# Coremecis
Coremecis là một chi bướm đêm thuộc họ Geometridae.

## Các loài
- Coremecis incursaria (Walker, 1860)
- Coremecis maculata (Warren, 1899)